# Joël Corminbœuf
Pour les articles homonymes, voir Corminboeuf (homonymie).
 (avril 2016).
Si vous disposez d'ouvrages ou d'articles de référence ou si vous connaissez des sites web de qualité traitant du thème abordé ici, merci de compléter l'article en donnant les références utiles à sa vérifiabilité et en les liant à la section « Notes et références ».
Joël Corminbœuf est un footballeur international suisse, né le 16 mars 1964 à Fribourg. Il jouait au poste de gardien de but.

## Biographie
Né le 16 mars 1964 à Fribourg, Joël Corminboeuf commence à jouer au football dans le club de son village d'origine, le FC Domdidier, en junior D. Dès le départ, il évolue au but, parce que, selon ses dires, il était inférieur techniquement et aussi le plus grand. Il débute avec l’équipe fanion du club broyard en 1982, à l’occasion des finales de promotion pour la deuxième ligue fribourgeoise (alors quatrième division suisse), en raison d’une blessure du titulaire. La promotion manquée, Corminboeuf et son équipe doivent attendre 1984 pour monter dans l’élite du football fribourgeois, au terme d’une saison vierge de défaite et ponctuée par une victoire en coupe fribourgeoise. Sa première saison en deuxième ligue, où il se révèle être le meilleur gardien du championnat, lui permet d’être repéré par Neuchâtel Xamax.
Ainsi, à 21 ans, il signe son premier contrat avec Neuchâtel Xamax, avec un statut de semi-professionnel, lui qui continue d’abord d’exercer son métier dans l’entreprise familiale, tout en jouant avec les espoirs xamaxiens, qui deviennent champion de Suisse. En février 1986, en marge d’un match amical, le président Gilbert Facchinetti lui annonce qu’il compte faire de lui le nouveau titulaire de son équipe, en remplacement de Karl Engel. Le départ d’Engel acté, Corminboeuf est aligné pour la première fois par Gilbert Gress en Ligue nationale A lors de la dernière journée du championnat 1985-1986 face à Vevey.
Dès sa première saison en tant que titulaire, secondé par l’expérimenté Roger Läubli, il remporte le titre de champion de Suisse. En mai 1987, ses performances lui permettent d’être appelé pour la première fois en équipe de Suisse en vue d’un match amical face à Israël. Il doit cependant attendre avril 1988 pour être aligné par le sélectionneur Daniel Jeandupeux, lors d’une rencontre face à la RFA lors de laquelle il se montre « irréprochable ». Cette même année, il remporte un deuxième titre de champion de Suisse.
En février 1989, il est victime d’une grave blessure aux ligaments du genou qui le tient éloigné des terrains durant plus d’une année. À son retour de blessure, il se retrouve en concurrence avec Marco Pascolo.
Au printemps 1991, il est prêté au FC Zurich.
Il joue au Racing Club de Strasbourg durant la saison 1993-1994 où il est prêté par Neuchâtel Xamax sur la demande de Gilbert Gress. Il y arrive en remplacement de Sylvain Sansone tombé en disgrâce. 
Accueilli par des sifflets à la Meinau, il effectue un bon match face à Auxerre et sort sous les acclamations de la foule. Il confirme par la suite, s'imposant comme un grand gardien de la première division et multipliant les arrêts réflexes spectaculaires.
Malheureusement, à 30 ans, sa carrière est écourtée par une blessure au genou gauche. Glasgow Rangers et l’AS Monaco cessent alors de s'intéresser à lui.

### Palmarès
- Suisse
  - 8 sélections entre 1988 et 1998.
  - Première sélection : Allemagne-Suisse 1-0, le 27 avril 1988 à Kaiserslautern
  - Dernière sélection : Irlande du Nord-Suisse 1-1, en 1998 à Belfast
  - Participation à l'Euro 1996 (éliminé au premier tour).

- Neuchâtel Xamax
  - Champion de Suisse en 1987 et 1988.
  - Finaliste de la coupe de Suisse en 1990.
  - Vainqueur de la Supercoupe en 1987, 1988 et 1990.
  - Quart-de-finaliste de la Coupe UEFA en 1986.

## Carrière de joueur
- 1985 à 1990 : FC Neuchâtel Xamax
- Janvier à juin 1991 : FC Zurich
- 1991 à 1993 : FC Neuchâtel Xamax
- 1993 à 1994 : FC Racing Strasbourg
- 1994 à 1999 : FC Neuchâtel Xamax

## Carrière d'entraîneur
- 1999 à 2001 : entraîneur semi-professionnel inter C Neuchâtel Xamax
- 2001 à 2002 : entraîneur pro M15 + gardiens Neuchâtel Xamax
- 2002 à 2003 : entraîneur semi-pro M16 + gardiens Vevey Sport
- 2003 à 2004 : entraîneur pro M18 + gardiens FC Lausanne Sport
- 2004 à 2005 : responsable technique pro - secteur formation d'Yverdon Sport
- 2005 à 2009 : responsable technique pro foot élite FC Romandie SA
- 2009 à 2018 : entraîneur des gardiens nationaux (ASF)
- 2018 à 2019 : entraîneur du FC La Chaux-de-Fonds
- Juil.-sept. 2019 : entraîneur de Stade Payerne
- 2022 - présent : entraîneur du FC Ursy